# Afrophyla vethi
Afrophyla vethi is een vlinder uit de familie spanners (Geometridae). De wetenschappelijke naam van deze soort is voor het eerst geldig gepubliceerd in 1886 door Snellen.
De soort komt voor in tropisch Afrika.